# Rakott krumpli
A rakott krumpli (ritkábban rakott burgonya) magyar egytálétel, mely burgonya, kolbász, tojás, tejföl, esetlegesen szalonna és virsli felhasználásával készül. Kerülhet sajt a tetejére vagy a rétegek közé, és hús helyett vegetáriánus elképzelések is előfordulnak.
Első hazai említésére Czifray István Magyar nemzeti szakácskönyvének 1840-es kiadásában került sor. Legközelebbi rokona a francia tartiflette.

## Elkészítése
A főtt burgonyát felszeletelik, majd kivajazott vagy kizsírozott tűzálló tálban szeletekre vágott főtt tojással, füstölt kolbásszal és tejföllel rétegezik úgy, hogy a legalsó és a legfelső réteg is burgonya legyen, erre pedig a maradék tejföl kerül. A rétegek közé vajat is lehet tenni. Tetejére szalonnapörc kerülhet. Besamel mártással is lehet készíteni. Sütőben sütik.

## Hasonló ételek
- tartiflette (francia)
- muszaka